# Polycentropus milikuri
Polycentropus milikuri är en nattsländeart som beskrevs av Malicky 1975. Polycentropus milikuri ingår i släktet Polycentropus och familjen fångstnätnattsländor. Inga underarter finns listade i Catalogue of Life.